# Jardí Tunduru
El Jardí Tunduru és un espai jardí al centre de la ciutat de Maputo, Moçambic, denominat Jardim Municipal Vasco da Gama abans de la independpencia nacional.
L'estructura té el seu origen en el Jardí de la Sociedat de Floricultura de finals del segle xix. Fou dissenyat en 1885 pel jardiner britànic Thomas Honney i profundament remodelat en 1907, quan s'adoptà el disseny actual. ha estat seu dels camps de tennis de la Federació de Tennis de Moçambic.
A finals de 2001 el jardí estava en un estat avançat de degradació, de manera que es va signar un protocol entre entitats públiques i privades per la seva rehabilitació per iniciativa del president del consell municipal Daviz Simango. Després d'un llarg treball de rehabilitació finalment va ser reobert al públic el 21 de desembre de 2015.